# Gen 13
Gen 13 is een Amerikaanse comicreeks die sinds 1995 verschijnt bij uitgeverij Wildstorm, destijds een divisie van Image Comics. De originele schrijvers waren Brandon Choi en Jim Lee, de originele tekenaar J. Scott Campbell.

## Verschijning
Gen 13 verscheen oorspronkelijk als een vijfdelige miniserie. Nadat deze goed ontvangen werd, kwam er een vervolg in de vorm van een doorlopende serie. Het eerste deel hiervan verscheen als gimmick in dertien verschillende uitgaves. De inhoud van al deze delen is hetzelfde, alleen de cover is per variant door een andere tekenaar gemaakt.
Na zeventig nummers werd de serie opnieuw gestart in een zesdelig derde volume. In 2006 verscheen er een volume vier dat volkomen los staat van de eerdere volumes.
Gedurende de loop van de vier volumes, veranderde de serie meer dan eens van schrijver en/of tekenaar. Zo werkten onder meer Humberto Ramos, Luke Ross, Al Rio, Brandon Peterson, John Arcudi en Gary Frank aan de serie.

## Inhoud
Gen 13 draait om de jongeren Caitlin Fairchild, Roxy 'Freefall' Spaulding, Percival Edmund 'Grunge' Chang, Sarah Rainmaker en Robert 'Burnout' Lane. Zij verblijven in een speciaal opleidingsprogramma van International Operations voor zeer begaafde jongeren. Dit blijkt een leugen. De vijf zijn in het bezit van een speciaal gen, waarvan International Operations de manifestatie probeert te bewerkstelligen, wat in fases lukt. Het vijftal is onderdeel van de dertiende groep in de geschiedenis waarbij dit gebeurt. Hun ouders behoorden tot de twaalfde groep.
Gaandeweg de vijfdelige miniserie manifesteren zich langzaam maar zeker bovennatuurlijke krachten bij ieder van de vijf jongeren. Fairchild groeit en krijgt extreem veel kracht en uithoudingsvermogen, Freefall kan de zwaartekracht manipuleren, Grunge kan de dichtheid en textuur aannemen van alles wat hij aanraakt, Rainmaker is telekinetisch in staat weersverschijnselen te manipuleren en Burnout kan vliegen en wordt meester over zelfgegenereerd vuur. Wanneer het vijftal achter de ware aard van International Operations' komt, ontsnapt het. Ze worden daarbij geholpen door John Lynch, een voormalig lid van Gen 12 die verschillende van zijn generatiegenoten gek heeft zien worden door de experimenten met hen. Samen starten ze het team Gen 13, waarvan het belangrijkste doel is om zo veel mogelijk over haar eigen achtergrond te weten te komen.

## Verzameld
Verzameld verschenen:
- Collected Edition (vijfdelige miniserie)
- Who They Are and How They Came to Be (idem, heruitgave 2006)
- Starting Over (#1-7)
- I Love New York (#25-29)
- We'll Take Manhattan (#45-50)
- Superhuman Like You (#60-65)
- Meanwhile... #43-44 (#66-70)

## Nederlandse uitgave
Uitgeverij Juniorpress gaf van 1996 tot en met 1999 in het Nederlands vertaalde uitgaves van Gen 13 uit. In totaal verschenen er 24 Nederlandstalige delen, die verzameld werden in vier jaarbundels. Deze lopen niet parallel met de Amerikaanse delen, maar bevatten meerdere Amerikaanse nummers per deel, waaronder extra uitgaves die naast de reguliere serie uitkwamen.